# Xenomeris juniperi
Xenomeris juniperi är en svampart som först beskrevs av Dearn., och fick sitt nu gällande namn av M.E. Barr & E. Müll. 1962. Xenomeris juniperi ingår i släktet Xenomeris, ordningen Capnodiales, klassen Dothideomycetes, divisionen sporsäcksvampar och riket svampar.   Inga underarter finns listade i Catalogue of Life.